# Rondella

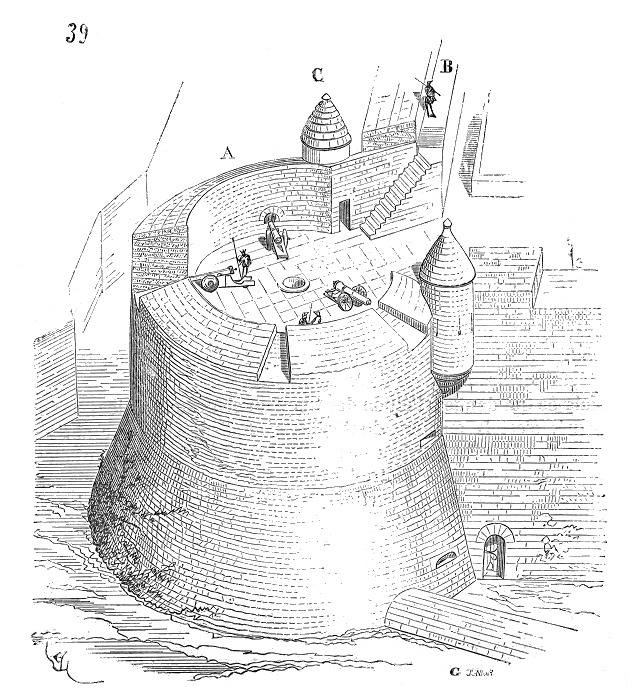
Rondella Fort de Salses-ban (Dél-Franciaország), 15. század, Eugène Viollet-le-Duc rajza

A rondella egy erős tüzérségi erődítmény, amely a szomszédos várfalakhoz hasonló magasságú, lekerekített vagy kör alakú építmény. Ha egyértelműen magasabb, mint a falak, akkor ágyútoronynak nevezzük.

## Kialakítása
A normál védőtoronyhoz képest hatalmas tömegű rondellák kialakítása lehetővé tette a nehéz ágyúk bevetését. Földből, kőből vagy téglából épültek; utóbbi esetben boltozatos helyiségekkel (kazamaták) a belsejükben.

## Története

### Megjelenése
A rondellák a 15. században jelentek meg, amikor az ágyú fokozatosan hatékony ostromfegyverré fejlődött. A rondellák a legrégebbi állandó tüzérségi erődítmények. Virágzásuk a 15. században és a 16. század elején volt. A tüzérségi rondellák korai példái Tábor városának 1433 előtti erődítményei és a Sion-kastélyé, amelyek 1426/27 körül, és minden bizonnyal az 1437-es ostrom előtt módosultak. Más korai közép-európai példák, amelyek fennmaradtak, a Bolzano melletti Sigmundskron-kastélyban (1473-ból), a hesseni Friedewald vízi kastélyban (1476-ból), a szomszédos Herzbergben (1477-ből), Haut-Kœnigsbourg 1479-ből, Breuberg (1480 körül), Halléban Saale (1484-ből), Burghausen Salzach (1488 körül), a heidelbergi várkastély (1490/1500 körül), vagy a marburgi vár délnyugati rondellája (1522–23) és a Fulda-rondella alakjában a Kassel-palota előtt (1523).

### Bukása
A patkó alakú bástyához hasonlóan a rondellának is van egy úgynevezett vak foltja, ami sebezhetővé teszi. Ezenkívül a felső szintjén kevés hely volt a nehéz ágyúk számára. Még egy gömbölyű kazamatában is csak néhány ágyút lehetett elhelyezni, mert sok fegyverfüstöt hoztak létre, amely csak lassan oszlott fel. A rondella a késő középkori erődítmények egyik fejlődési állomása volt, és nem felelt meg a korai újkor védekezési követelményeinek. Még az olyan nagy és vastag falú rondellák építése, mint a schaffhauseni Munot-ban, 1563 és 1585 között épült, sem volt megfelelő válasz az akkori technológiára.
A 16. század folyamán hátrányai miatt a rondellák helyét sok helyen felváltotta az olasz gyakorlaton alapuló, ötszögletű alaprajzú hegyesszögű bástya. A szögletes bástya előnyei ellenére a különböző európai erődítményeket egészen a 17. századig rondellák védték, ami részben az erődépítés magas költségeinek tudható be. Ezenkívül a bástya tervezésével kapcsolatos szakértelem csak nagyon lassan terjedt el Európa számos részén.

### Későbbi formatervezés és újbóli megjelenése
A szögletes bástya feltalálása után még évtizedekig rondellákat építettek, bár gyakrabban földmunkákkal vagy kőzet-föld kombinációkkal (tüzérsáncokkal) kombinálva, egy folyamatos fő védelmi vonal részeként, amely nagyobb védelmet biztosított a tüzérségi tűzzel szemben.
Az újabb típusra példák a két rondella (a Heidelberg-kastély nyugati oldalán lévő tüzérsáncok 1526 körül), Celle város erődítményeinek bővítése (1530 körül, amelyek nem maradtak meg), a Pfalzel an der Mosel kis tornya (1532-ből), a solothurni négy tüzérségi torony (1534-ből), a Sparrenburg három méteres bielefeldi rondella mellett (1535-ből) és a Württemberg-állambeli Hohentwiel-erőd rondellája (1538). Még Nürnberg császári városa is épített 1527 és 1550 között több kisebb rondellát, 1556 és 1559 között pedig a főkapuknál lévő négy kiemelkedő kerek tornyot mint tüzérségi platformot, miként a császárváros, Rothenburg ob der Tauber 1572-ben. Sok erőd teljes egészében egymással összefüggő rondellákból áll, például az Anglia déli partján található Deal-kastély, amelynek építését 1539-ben kezdték el. A rondella a 18. és 19. század végén újra divatba jött a haditechnika változásai miatt.

#### Plassenburgi példa

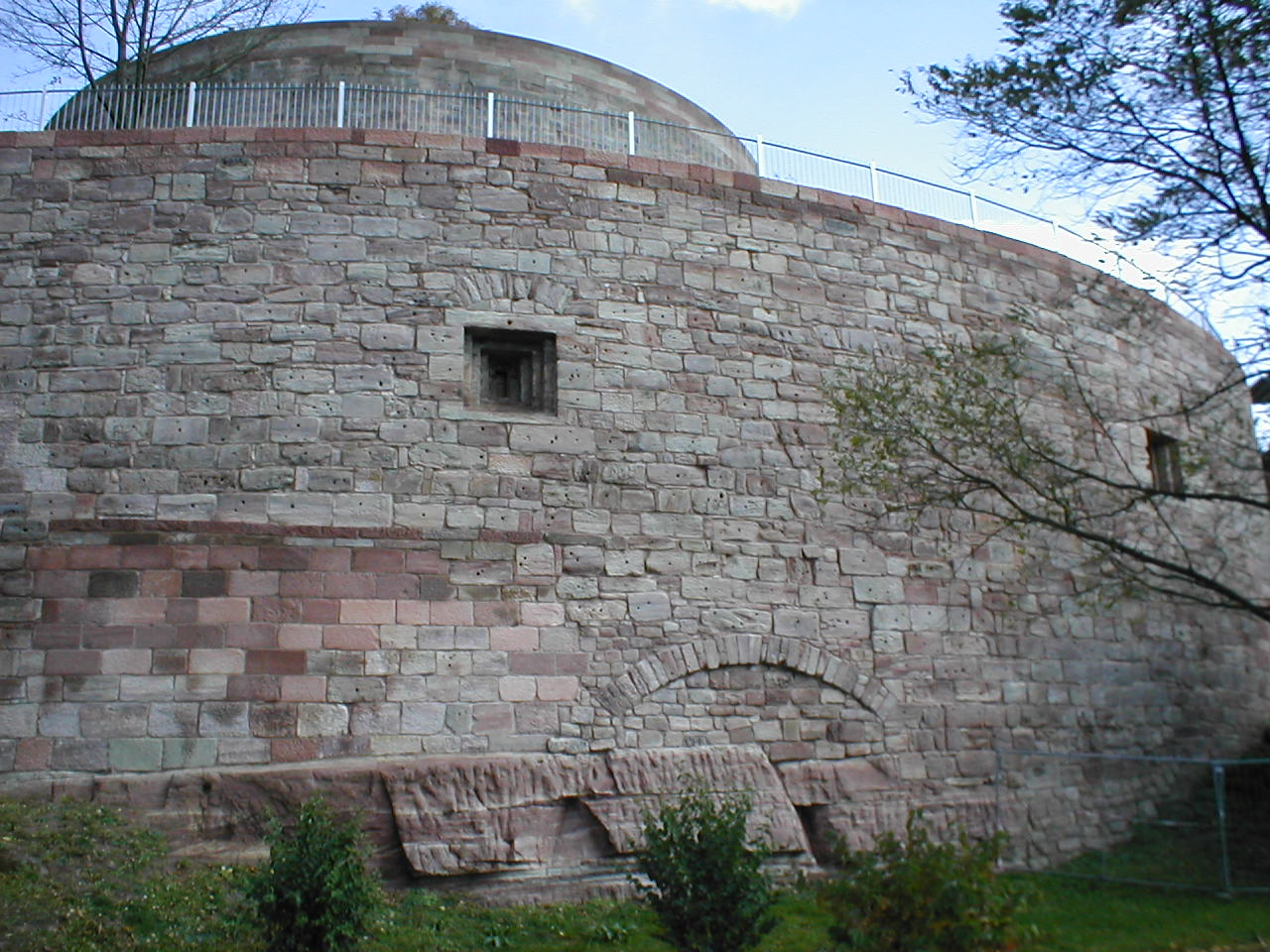
Kilátás a Plassenburg külső nyugati rondellájára a fegyverportokkal és a belső nyugati rondellára

A kulmbachi Plassenburg erődnél két „lépcsőzetes” rondella található. Az egyik egy magas, belső rondella, amelyet egy sokkal nagyobb külső rondellába építettek. Ez Németország egyik legnagyobb fennmaradt rondellája. A belső és a külső rondellákon két ágyúfedélzet található, ami azt jelenti, hogy egy lépcsőzetes rondella négy ütegből nagy tüzerőt jelentett. Az erődítményt rondelláival a hadsereg használta egészen az 1806-os napóleoni háborúkig. A két rondella az erőd nyugati részén épült újjá, miután a helyére kerül az 1554-et követő második őrgróf háborúban, bár addigra a bástyák már túlhaladtak rajtuk. Ezt követően 1557 és 1607 között további bástyákat emeltek.

## Fordítás
Ez a szócikk részben vagy egészben  a   Roundel (fortification) című angol Wikipédia-szócikk ezen változatának fordításán alapul.  Az eredeti cikk szerkesztőit annak laptörténete sorolja fel. Ez a jelzés csupán a megfogalmazás eredetét és a szerzői jogokat jelzi, nem szolgál a cikkben szereplő információk forrásmegjelöléseként.